# CAP2
A proteína 2 associada à adenil ciclase é uma enzima que em humanos é codificada pelo gene CAP2.